# Калашов Захарій Князевич
Заха́рій Кня́зевич Калашо́в (рос. Захарий Князевич Калашов; «Шакро Молодий» нар. 20 березня 1953, Тбілісі, Грузинська РСР) — російський та грузинський кримінальний авторитет, підприємець. За національністю — курд, який сповідує релігію Шарфадін. Злодій у законі. Широко відомий в кримінальних колах пострадянського простору під прізвиськом «Шакро Молодий». У Росії тричі судимий. Злочинна діяльність Калашова тісно пов'язана з російською організованою злочинністю (ОЗУ). На нього було скоєно щонайменше десять замахів.

## Біографія
Вважається, що Захарія Калашова «коронував» 1971 року в Тбілісі «злодій в законі» Авдо Мірзоєв. Він відбув кілька тюремних термінів у 1971—1985 роках. Потім поїхав з Грузії і з 1989 року став жити в Москві. У 1990-ї Калашов познайомився зі «злодіями в законі» Асланом Усояном (Дід Хасан) і В'ячеславом Іваньковим (Япончик). Згодом став одним з найавторитетніших злодіїв у законі. Після більш десятка замахів, за якими, ймовірно, стояла Ізмайлівська ОЗУ, 2003 року перебрався до Іспанії.
В Іспанії Калашов зайнявся відмиванням грошей, отриманих від кримінального бізнесу в Росії й інших країнах. У червні 2005 року спецслужби Іспанії провели проти лідерів «російської мафії» операцію під кодовою назвою «Оса», в результаті було затримано кілька десятків людей. Захарію Калашову вдалося сховатися, він був затриманий тільки в травні 2006 року в ОАЕ, після чого екстрадований до Іспанії. 1 червня 2006 року Калашова засуджено іспанським судом в Мадриді до 7,5 років позбавлення волі і штрафу в 20 млн євро. Його визнали винним в відмиванні незаконно отриманих коштів і створенні злочинного угруповання. Пізніше вирок іспанського суду було переглянуто на користь збільшення терміну (з 7,5 до 9 років).
Арешт Калашова спричинив суперечки в російському кримінальному середовищі щодо контролю над його бізнесом, що залишився без управління. Ці суперечки вилилися у війну між Асланом Усояном й іншим кримінальним діячем — Таріелом Оніані, в ході якої в жовтні 2009 року загинув в тому числі і В'ячеслав Іваньков.
2010 року Грузія подала до мін'юсту Іспанії запит про видачу Калашова для кримінального розслдування. Там він був заочно засуджений до 18 років тюремного ув'язнення за викрадення кримінального «бухгалтера» Алекса Крейна, пов'язаного з московським гральним бізнесом, і організацію незаконного збройного формування (ст. 144 і 223 КК Грузії). Його майно в Грузії, в тому числі 62-кімнатний палац в Цхнеті, було конфісковано на користь держави. 2011 року, після отримання згоди ОАЕ, іспанська влада екстрадувала злочинця. Тому на російський запит про передачу Калашова до Росії іспанці відповіли відмовою. Калашову було дозволено подати апеляцію до Верховного суду Іспанії проти екстрадиції. 27 жовтня 2014 суд вирішив, що його буде видворено до Росії, а не до Грузії для відбування вироку. Причина цього не пояснювалася, однією з версій є допомога російських слідчих органів іспанській стороні в розкритті злочинного співтовариства в Іспанії.
29 жовтня 2015 року Шакро повернувся до РФ, де після «профілактичної бесіди» з представниками МВС його відпустили. Цій події були присвячені кілька пісень. Грузія добивалася його екстрадиції, але отримувала відмову на тій підставі, що Калашов має російське громадянство.
Після загибелі цілого ряду «авторитетів» уважався найбільш імовірною кандидатурою на пост неформального лідера організованої злочинності пострадянського простору. У березні 2018 року Захарій Калашов, російський «злодій № 1» та лідер злочинного світу РФ, отримав майже 10 років позбавлення волі за вимагання.
У червні 2021 року проти Калашова було застосовано снакції РНБО, які його жодним чином не зачепили, бо він перебував за кордоном. За рішенням РНБО, всі активи Калашова в Україні заблоковано, документи анульовано, а в'їзд до України — заборонено.